# Ebergényi család

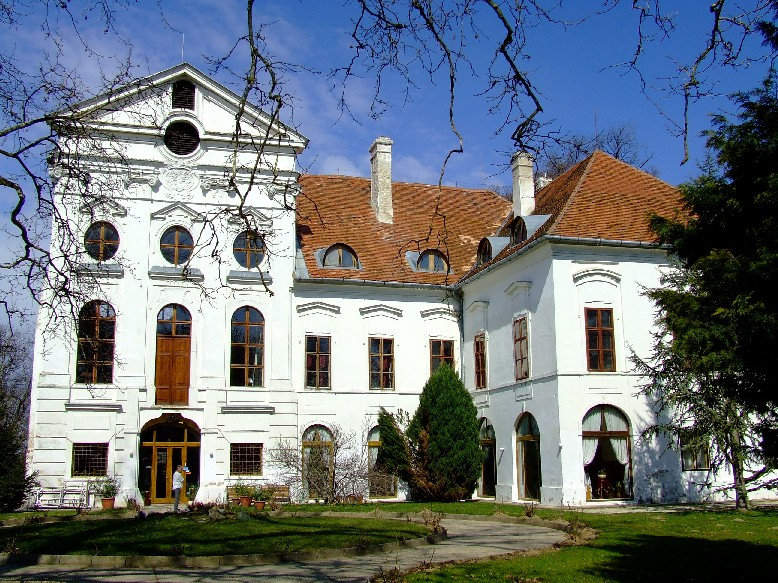
Az Ó-Ebergényi-kastély Vasszécsenyben, most szálloda

Az ebergényi és telekesi nemes és báró Ebergényi család a középkori eredetű, magyar nemesi családok egyike.

## Története

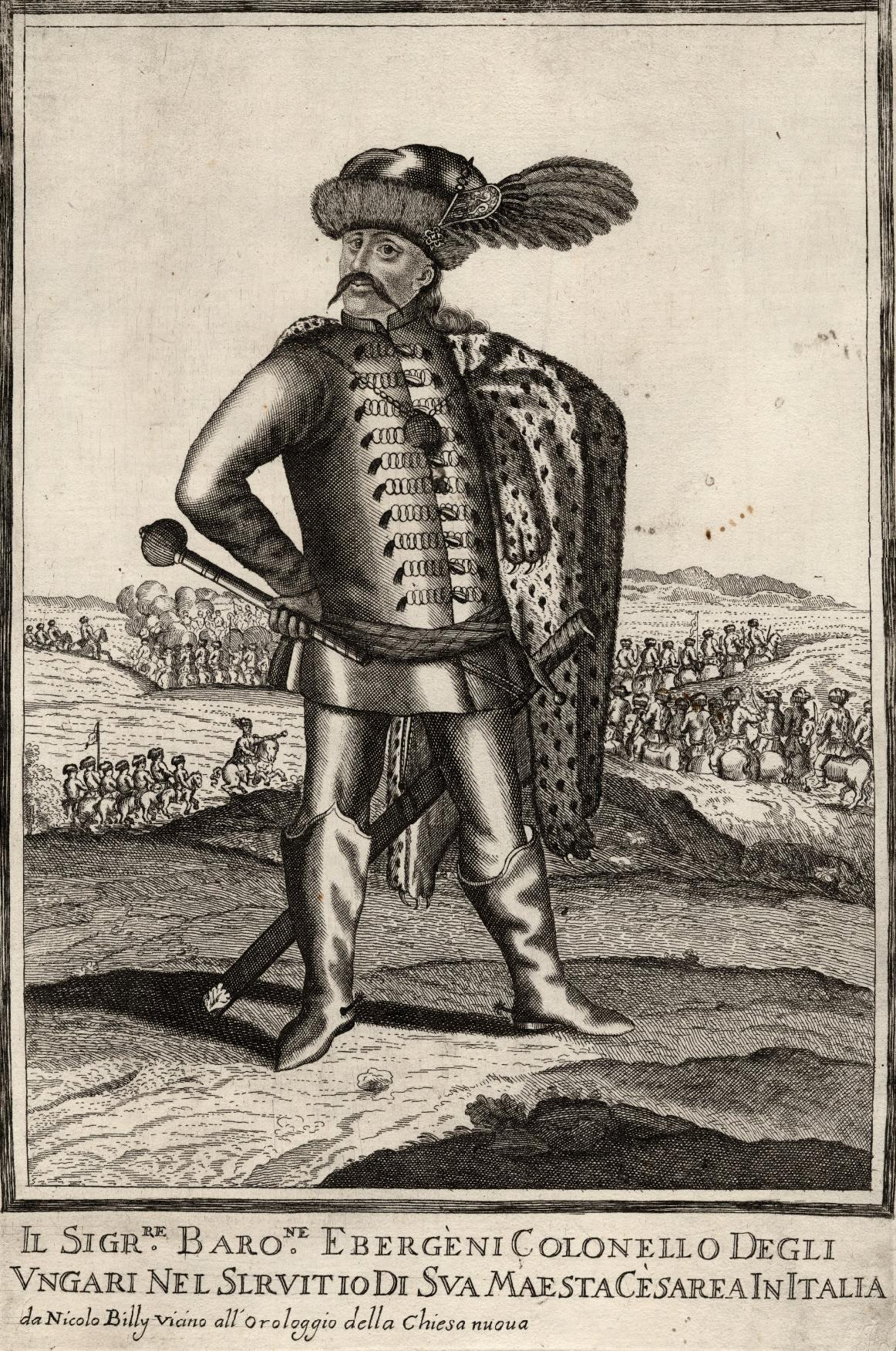
Ebergényi László báró (1660 – 1724. június 25.) császári tábornagy

A családfa a XIV. század első felében élt Ebergényi Istvántól vezethető le. Címeres nemeslevelet 1560-ban I. Ferdinándtól kaptak, ekkor Ebergény nevű, zalai birtokukról ekkor már előnevüket is viselték. Később Vas és Sopron vármegyébe is átszármaztak. A család legnevezetesebbje László, aki 1690-ben már kapitányi rangban a török seregek ellen harcolt. Bárói méltóságot kapott 1700. december 5-én kiváló hadi érdemei miatt, ezzel az Ebergényiek a főnemesek soraiba kerültek. 1711-ben Pálffy János császári fővezér megbízásából ő birta rá a kuruc csapatokat a kassai vár feladására. Lászlónak nem született fiúgyermeke, így a bárói ág rövid életűnek bizonyult, leányai azonban grófi családokba házasodtak. Megemlítendő még a családból István, aki királyi tanácsos és az 1792-es országgyűlésen Vas vármegye követe, valamint Benedek, aki 1832-ben volt ugyancsak követ.

## Címer
Czímeres levelet I. Ferdinándtól 1560. július 28-án Ebergényi Farkas kapott.
Kempelen Béla így ír:
Czímer: kék paizsban zöld földön oszlopon korona, az oszlopot alulról-fölfelé tekergő két kígyó veszi körül s a korona széle fölött egymásra néznek, a koronán pelikán feje fölött ezüst rózsa; zárt sisak; sisakdisz: koszoru (fészek?), rajta a pelikán; takarók: kék-arany, vörös-ezüst.